# Tabanus darimonti
Tabanus darimonti là một loài côn trùng Địa Trung Hải. Chỉ có một mẫu con cái được người ta biết đến.

## Phân bố
Loài này phân bố từ Bồ Đào Nha, Tây Ban Nha, Maroc, Croatia, Herzegovina và Thổ Nhĩ Kỳ.